# Sicalis holmbergi
Se conoce como jilguero serrano a la población de una pequeña ave que habita de manera aislada en el sistema serrano de Ventania, en el centro de Argentina. Su posición taxonómica es discutida por los especialistas, llegando a ser propuesta como especie plena en el año 2017, con la combinación científica de Sicalis holmbergi.

## Distribución, hábitat y comportamiento
La población de este jilguero solo habita en pastizales con algunos arbustos en ambiente rupícola en el nivel superior del sistema serrano de Ventania (también llamado sierras Australes bonaerenses) que está integrado por numerosos cordones serranos, como las sierras de Puán, Pigüé, Bravard, Curamalal, Ventana, de Las Tunas, Pillahuincó, etc., las que están distribuidas principalmente en los partidos de Saavedra, Coronel Suárez, Tornquist y Coronel Pringles. El pico culminante es el cerro Tres Picos de 1243 m s. n. m..
Estos cordones se sitúan en el sudoeste de la provincia de Buenos Aires, en la región centro-oriental de la Argentina.
Ecorregionalmente su hábitat se incluye en la ecorregión terrestre pampas semiáridas.
Esta ave no es migratoria, tan sólo realiza movimientos altitudinales, descendiendo a cotas más bajas en los inviernos crudos. Se alimenta de semillas, brotes de hierbas e insectos. Está protegida en el parque provincial Ernesto Tornquist.
Nidificación
Nidifica durante el mes de noviembre (correspondiente a la primavera austral). El nido es construido por la hembra; lo hace en el centro de matas de paja colorada (Paspalum quadrifarium), próximos a los arroyos serranos.
Para elaborarlo utiliza pelos largos (crines de caballo) y varios tipos de elementos vegetales, como raicillas, pajitas secas y algunas hojas de paja colorada, anchas y ya secas. La forma del nido es casi circular; en promedio, el diámetro externo es 9,5 cm y el interno es 6,3 cm, mientras que la profundidad es 4,5 cm. Allí la hembra coloca 4 huevos ovoidales, de color de fondo blanquecino sobre el cual se disponen pintitas rojizas, las que están más concentradas en el polo mayor. Solo la hembra es la encargada de la incubación, que comprende 12 días. Desde la eclosión hasta que se produce el abandono del nido transcurren 10 días.

## Taxonomía y características
Asignación taxonómica
Dentro del género Sicalis, el jilguero de Ventania es afín al grupo patagónico-andino, es decir, no guarda relación con ninguna de las otras dos especies congenéricas que habitan en las pampas bonaerenses: el jilguero dorado (Sicalis flaveola) y el misto (Sicalis luteola).
En el año 1984 fue identificado como jilguero austral o patagónico (Sicalis lebruni), asignación que fue compartida posteriormente por la mayoría de las publicaciones, si bien para otros su ubicación taxonómica no estaba clara, reservando incluso la posibilidad de constituir un taxón independiente, ya sea con nivel de especie o subespecie.
En el año 2012, los ornitólogos Juan I. Areta, Mark Pearman y Raúl Ábalos asignaron esta población serrana a un ave andina, el jilguero grande (Sicalis auriventris), relación que el propio Pearman junto a Aldo Chiappe venían sospechando desde hacía varios años antes.

### Descripción como especie plena

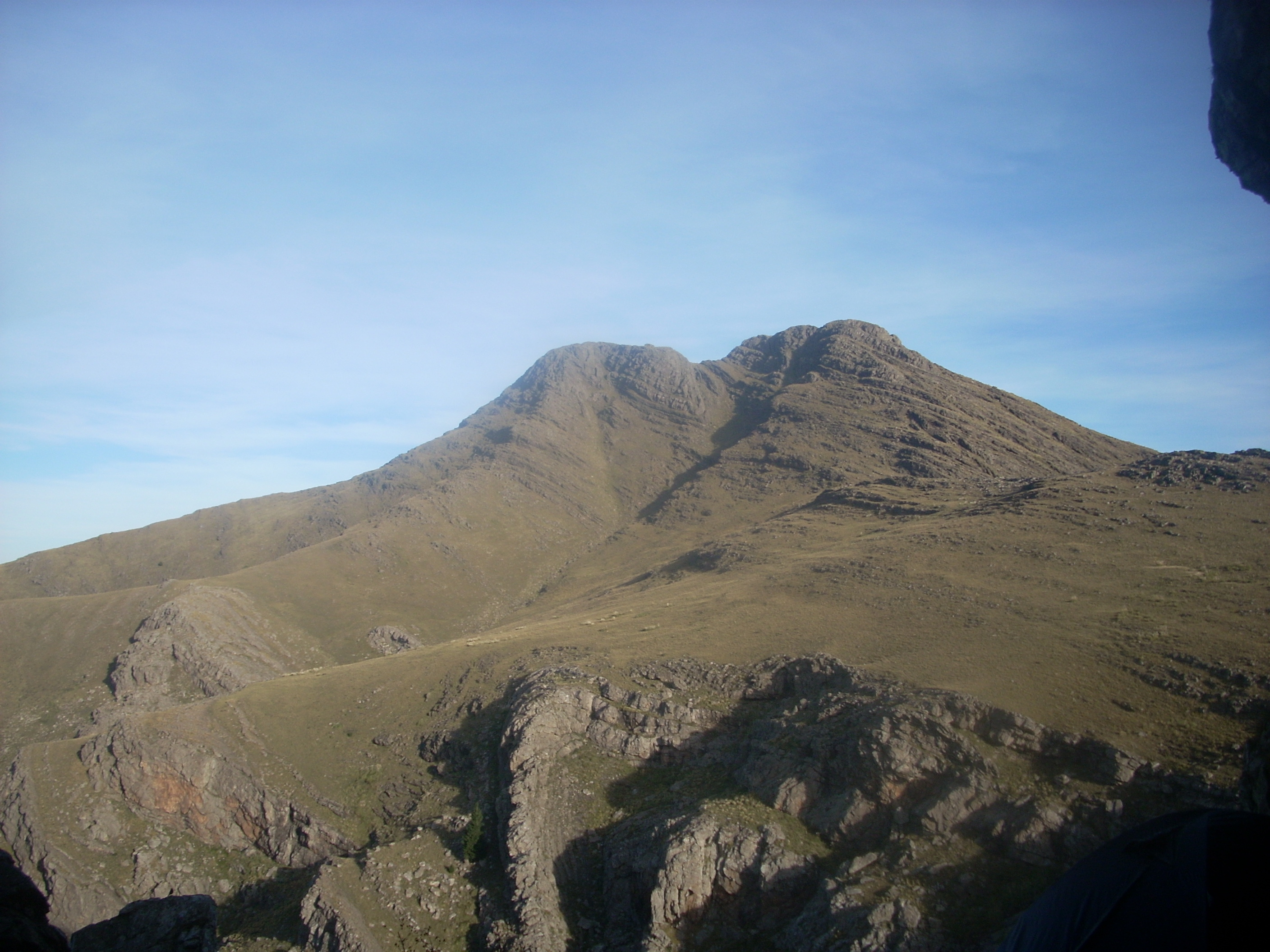
El cerro Tres Picos, cumbre de mayor altura del sistema de Ventania; ejemplo de hábitat de esta ave.

Basándose en rasgos de la coloración del plumaje, morfología, vocalizaciones y hábitos, en el año 2017 el biólogo Bernabé Máximo López Lanús describió a este jilguero como una nueva especie, asignándole la combinación científica de Sicalis holmbergi. Se sustentó en un solo espécimen, al que sumó el apoyo de fotografías de individuos a los que registró su canto.
Holotipo
El ejemplar holotipo es un macho adulto en plumaje nuevo (invierno).
Etimología
Etimológicamente el epíteto específico holmbergi es un epónimo que refiere al apellido de la persona a quien fue dedicada, el médico, naturalista y escritor argentino Eduardo Ladislao Holmberg (hijo del aficionado a la botánica Eduardo Wenceslao Holmberg) una de las principales figuras de las ciencias naturales de su país durante el siglo XIX.
El reconocimiento se debe a que fue Holmberg quien emprendió los primeros inventarios faunísticos en el sistema de Ventania, en los cuales llegó a colectar un espécimen de jilguero serrano —el 21 de diciembre de 1883— en la entrada de la gruta de los Espíritus (sierra de Curamalal), el que fue estudiado por el zoólogo, químico y geólogo germano-argentino Adolfo Döring, sin poder definir a qué taxón pertenecía. El ejemplar terminó perdido.
Morfología
Según López Lanús, respecto a S. auriventris, el espécimen tipo de S. holmbergi tiene un culmen expuesto de mayor longitud (0,3 mm más largo que el del mayor S. auriventris), una mandíbula más ancha (0,7 mm más que la del mayor S. auriventris) y un tarso más largo (1,1 mm más que el del mayor S. auriventris).
Vocalizaciones y comportamiento
Según López Lanús, las notas introductorias de las vocalizaciones de S. holmbergi son diagnósticas debido a su estructura simple, diferente de las de S. auriventris, sumado al hecho de que son emitidas en un tono más alto del que lo hace el ave andina.
Según el autor, en experimentos a campo, los jilgueros serranos responden positivamente a la reproducción de vocalizaciones grabadas a individuos de Ventania, pero ignoran las de las especies de Sicalis andinopatagónicas (S. auriventris, S. uropygialis, S. olivascens y S. lebruni).
López Lanús señala que otro comportamiento particular de esta población serrana de jilguero es que realiza un vuelo de exhibición.
Opiniones contrarias
Para los ornitólogos Juan I. Areta y Mark Pearman, el diagnóstico morfológico empleado es problemático e insuficiente para justificar un estatus novedoso. Para ellos, esta población no merecería una diferenciación taxonómica de nivel especie como señala López Lanús. No ven adecuado un tratamiento distinto al de las restantes tres especies de aves andinopatagónicas que también presentan poblaciones aisladas en estas sierras (el canastero pálido, el gaucho serrano, el piquito de oro común) las que deberían ser asignadas a las especies respectivas o, como máximo, apenas a una caracterización subespecífica. Para el caso de este pájaro concluyen que sería una aislada población del monotípico jilguero grande (Sicalis auriventris), un ave que habita en la Cordillera de los Andes, estando las poblaciones más cercanas a las de Ventania a una distancia de alrededor de 800 km en línea recta.
Más allá del debate sobre su asignación específica o el de la aceptación de su singularidad taxonómica, al presentar esta población un completo y distante aislamiento, a los fines de su conservación representa una «Unidad Evolutivamente Significativa» (UES).